# Dolichoderus tricornis
Dolichoderus tricornis é uma espécie de formiga do gênero Dolichoderus.